# Two Wives
Two Wives es una serie de televisión filipina transmitida por ABS-CBN del 13 de octubre de 2014 hasta el 13 de marzo de 2015. Está protagonizada por Erich Gonzales, Jason Abalos y Kaye Abad.

## Elenco

### Elenco principal
- Kaye Abad como Yvonne Aguilluz-Guevarra / Yvonne Aguilluz-Medrano
- Jason Abalos como Víctor Guevarra.
- Erich Gonzales como Janine Arguello-Guevarra / Janine Arguello-Celdran.
- Patrick García como Albert Medrano.
- Rayver Cruz como Dale Gopez.

### Elenco secundario
- CX Navarro como Marcus Guevarra Aguilluz.
- Faye Alhambra como Audrey Gopez Arguello.
- Isay Álvarez como Elena Aguilluz.
- Robert Seña como Jaime Aguilluz.
- Tanya Gómez como Sonia Guevarra.
- Regine Ángeles como Doris Guevarra-Alcancez.
- Melai Cantiveros como Carla.
- Kitkat como Mimi.
- Álex Medina como Marlon Aguilluz.
- Vandolph Quizon como Gary Alcancez.
- Peter Serrano como Shakira.
- Paul Jake Castillo
- Jean Saburit como Daria Alcancez.
- Sharmaine Arnaiz como Vida Gopez.
- Carla Martínez como Sandy Gopez.

### Elenco de invitados
- Daniel Matsunaga como Kenjie Celdran.
- Yam Concepcion como Michelle Olasco.
- Diane Medina como Phoebe Sales.
- John Medina como el amigo de Albert.
- Franco Daza
- Jess Mendoza
- Jahren Estorque como Tisoy.

### Participación especial
- Dina Bonnevie como Minerva Arguello (en los episodios finales).

## Argumento
Victor Guevarra está casado con Yvonne Aguilluz, los dos tienen un hijo llamado Marcus. Victor e Yvonne son felices juntos pero pasan por una mala situación económica. Victor, para poder sostener a su familia, acepta trabajar para Janine Arguello. Janine Arguello es madre soltera de una niña llamada Audrey. Audrey muchas veces le pide a su madre conocer a su padre, por lo que en su desesperación, Janine le ofrece más dinero a Victor con tal de que  él finja ser el padre de su hija por un tiempo, él termina aceptando. Con el tiempo, Victor se encariña con Audrey. Janine y Victor se empiezan a sentir atraídos, por lo que terminan teniendo una aventura. 
Yvonne posteriormente se entera de la aventura de Victor con Janine. Victor al no recibir el perdón de Yvonne decide irse de su casa para vivir con Janine. Yvonne, quien estaba embarazada sin saberlo, termina sufriendo un aborto espontáneo. Yvonne recibe el apoyo de Albert Medrano, un hombre que conoció hace poco en un pequeño accidente. 
Yvonne, furiosa por la infidelidad de Victor y por la pérdida de su bebé, decide demandar a Victor y Janine por concubinato. Victor logra divorciarse de Yvonne para posteriormente casarse con Janine quien ya está embarazada. Victor les ha hecho creer a todos (incluida su propia familia) de que Audrey es su hija biológica.
Albert ayuda a Yvonne al conseguirle un mejor trabajo, ellos se vuelven mejores amigos y Albert con el tiempo termina enamorándose de Yvonne profundamente.
Las cosas cambian drásticamente cuando Victor sufre un accidente durante su luna de miel con Janine dónde él cae en coma. Al despertar, Victor olvida su vida con Janine y piensa que aún está casado con Yvonne por lo que Janine llega a un acuerdo con Yvonne para que esta última acepte a Victor en su casa de nuevo hasta que él recupere la memoria. Yvonne finge ser la aún esposa de Victor.
Janine quiere recuperar a Víctor pero este no la recuerda. La ira de Janine aumenta al enterarse de que Yvonne se ha acostado con Victor por medio del diario personal de este último. Mientras todo esto sucede, a la vida de Janine regresa Dale, el padre biológico de Audrey, al que ella no quiere revelar su paternidad pero después él lo termina sabiendo. Al mismo tiempo ella conoce a Kenjie, un jugador de fútbol, el cual se interesa en ella rápidamente.
Después de un tiempo Víctor recupera la memoria pero se da cuenta de que ama a Yvonne por lo que decide quedarse con ella. Janine sufre un aborto espontáneo por lo que llena de rabia demanda a Víctor y este termina preso por adulterio. Mientras tanto, Dale se lleva a su hija lejos de Janine.
Victor sale de prisión y quiere casarse con Yvonne. Todo parece ir bien hasta que Janine secuestra a Marcus luego de que este tuviera un accidente. Poco después Janine decide regresar a Marcus con sus padres pero mientras esto sucede, Víctor recibe un disparo al intentar salvar la vida de la madre de Janine.
Victor sobrevive al disparo pero en el hospital revela que se le había diagnosticado un tumor en el cerebro mientras estaba en la cárcel. Se disculpa con Yvonne y Janine para posteriormente morir. 
Tiempo después, Dale le regresa su hija a Janine y se aleja de ella. Janine se casa con Kenjie e Yvonne se casa con Albert. Finalmente ambas se vuelven amigas y dejan de lado su rivalidad.